# Akoko
Akoko, Arigidi oder Nord-Akoko ist eine Sprache, die in Südwest-Nigeria im  Ondo State von etwa 50.000 Menschen gesprochen wird. Akoko bildet eine separate Untereinheit der Akokoiden Sprachen des West-Benue-Kongo, eines Zweiges des Benue-Kongo, das zum Niger-Kongo gehört.
Akoko ist ein Dialektcluster aus den Dialekten Oyin, Uro, Arigidi (ein Hauptdialekt, nach dem die Sprache alternativ bezeichnet wird), Erusus, Ojo, Udo, Afa, Oger, Aje, Ese und Igasi. Von einigen Forschern werden diese Dialekte teilweise als separate Sprachen betrachtet.